# Diabrotica decempunctata
Diabrotica decempunctata es una especie de insecto coleóptero de la familia Chrysomelidae.
Fue descrita científicamente en 1813 por Latreille.